# Holy Holy
«Holy Holy» es una canción escrita por el músico británico David Bowie, originalmente publicada como sencillo en enero de 1971. Fue grabada en noviembre de 1970, después de la terminación de The Man Who Sold the World, en la ausencia de un sencillo claro del álbum. Así como los dos anteriores sencillos, "Holy Holy" no pudo posicionarse en las listas.

## Otros lanzamientos
- La canción fue publicado como sencillo junto con "Black Country Rock" como lado B el 15 de enero de 1971.[5]
- La canción fue publicado como lado B del lanzamiento de sencillo de "Diamond Dogs" el 17 de mayo de 1974.[6]
- La canción ha aparecido en numerosos álbumes compilatorios de David Bowie:
  - Rare (1982)
  - Five Years (1969–1973) (2015)
  - The Width of a Circle (2021)

## Lista de canciones
Todas las canciones escritas por David Bowie.
1. "Holy Holy" – 3:13
2. "Black Country Rock" – 3:36

## Créditos
Créditos según Chris O'Leary.
Versión original
- David Bowie – voz principal, guitarra acústica
- Alan Parker – guitarra líder
- Herbie Flowers – bajo eléctrico
- Barry Morgan – batería

Versión de Ziggy Stardust
- David Bowie – voz principal
- Mick Ronson – guitarra rítmica
- Trevor Bolder – bajo eléctrico
- Mick Woodmansey – batería